# Thỏ hoang ở Úc

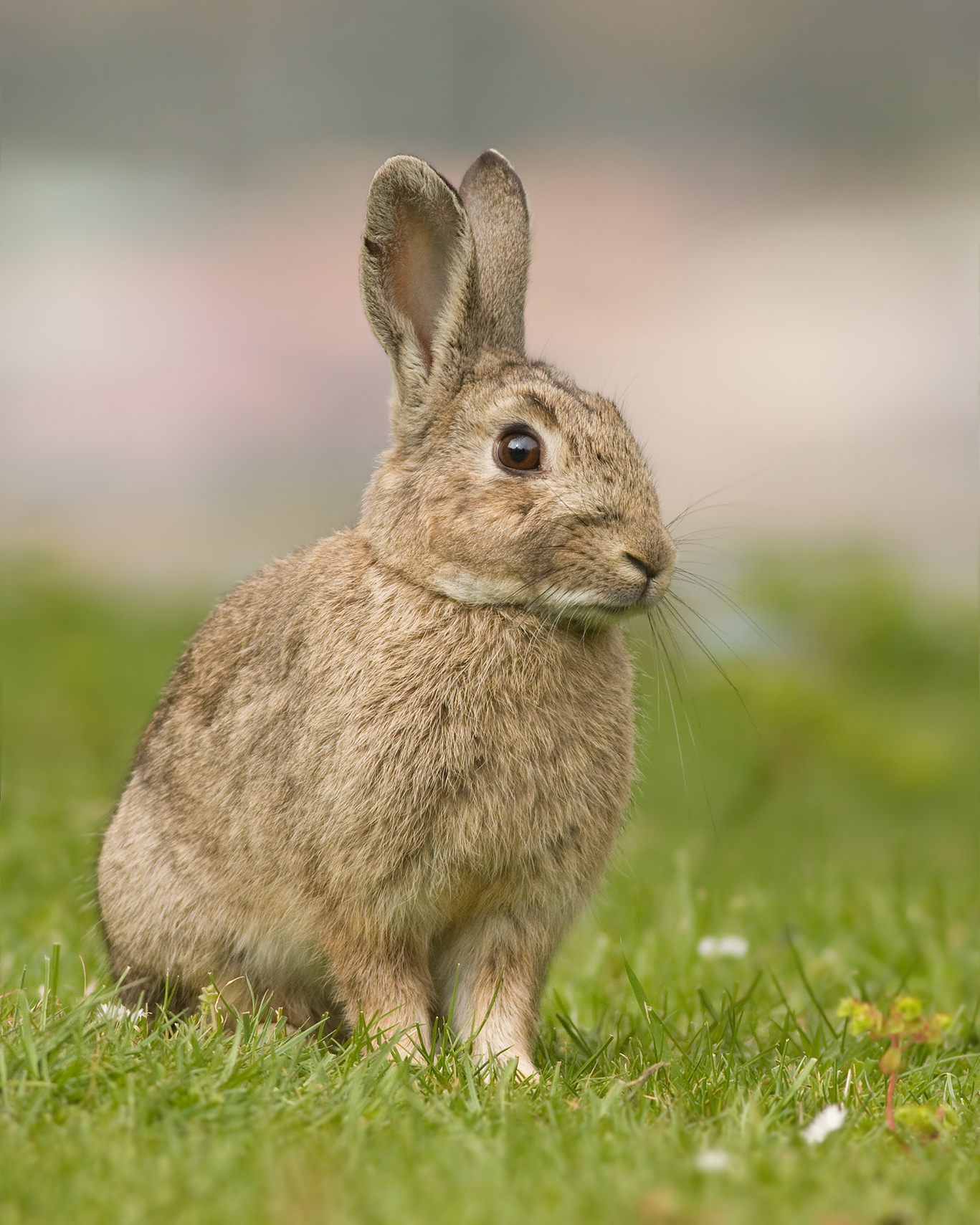
Một con thỏ ở Tasmania, Úc

Thỏ hoang ở Úc phản ánh tình trạng phát triển quá mức kiểm soát của loài thỏ châu Âu (Oryctolagus cuniculus) được du nhập vào Úc từ thế kỷ XIX, từ một loài du nhập thông thường chúng đã sinh sôi nảy nở với tốc độ chóng mặt, trở thành một loài xâm lấn và gây ảnh hưởng rất lớn đến nước Úc. Giống thỏ được mang tới Úc vào những năm 1850. Một vài con thỏ thoát ra ngoài môi trường và sinh sôi nhanh chóng, hiện nay, ước tính quần thể thỏ hoang tại Úc có số lượng từ 150 triệu đến 200 triệu con. Thỏ là một trong những loài gây hại chính ở Úc.

## Lịch sử
Ban đầu từ mục đích làm phong phú hệ sinh thái của Úc, Thomas Austin đã đem đến đây 24 con thỏ,nước Úc nguyên thủy không có thỏ. Nhưng đây chính là sai lầm đem đến thảm hoạ cho nước Úc, hậu quả của ngày hôm nay bắt nguồn chỉ từ một sai lầm nhỏ trong quá khứ cách đây hơn 150 năm. Trở về năm 1859, Lúc đó Úc vẫn chỉ là xứ sở còn hoang sơ cùng những sinh vật đáng sợ lắm độc nhiều chân và cả không có chân, nơi mà loài động vật có vú được yêu thích nhất là con chuột túi thì số thỏ này có vẻ như chính là điểm sáng dễ thương cuối cùng cho quốc gia này vì người ta không có nhiều sự lựa chọn cho thú vui săn bắn.
Thomas Austin, một người Anh di cư tới Úc đã quyết định mang đến 24 con thỏ thả vào thiên nhiên để "có cái mà săn cho vui". Tại Úc không có nhiều loài động vật ăn thịt là thiên địch của thỏ, thế nên loài gặm nhấm này cứ thảnh thơi mà sống và sinh sôi nảy nở. Lâu dần vấn nạn thức ăn thừa thãi, thiên thời địa lợi nhân hoà đã dẫn đến vấn đề bùng nổ dân số thỏ. Không lao động, không trốn chạy, không nghĩ ngợi, chỉ đẻ rồi đẻ năm này qua tháng nọ, cuối cùng chỉ sau 70 năm ở Úc đã có tới rất nhiều con thỏ. Hiện nay ở Úc có khoảng 200 triệu con thỏ tung tăng nhảy nhót mỗi ngày. 

## Loài gây hại
Tuy nhiên, đằng sau đám động vật lắm lông, lũn chũn một đống thịt cùng khuôn mặt đáng yêu đó lại là vấn đề đau đầu của Úc.
Nước này đã phải bỏ ra hàng trăm triệu USD để "đàn áp sự dễ thương" vì sự dễ thương của chúng đã phá hoại mùa màng. Các nhà nghiên cứu Úc từ lâu đã đau đầu trước đại dịch thỏ đang tàn phá môi trường và hoa màu ở nước này. Nhiều thỏ như thế không phải là niềm hạnh phúc, bởi vì thỏ thích ăn rau.
Đam mê quá lớn đối với rau củ đã đưa chúng vào vườn, vào đồng, vào ruộng của nông dân, thi nhau tàn phá, ăn no ễnh bụng rồi lại tiếp tục phởn phơ đẻ. Chúng có thể ăn rất nhiều loài cây, sinh sản nhanh chóng trong khi không có nhiều loài thú ăn thịt tiêu diệt chúng. Hàng tỉ con thỏ này phá tan những đồng cỏ để chăn nuôi gia súc và cạnh tranh với loài bản địa bằng cách đào hang, chiếm chỗ của nhiều loài. Tuy nhiên, chúng cũng đào hang rất nhiều nên thường gây ra xói mòn đất.

## Giải pháp
Người Úc đã phải bỏ bao nhiêu mồ hôi công sức để giảm thiểu bớt số thỏ trên lãnh thổ quốc gia. Cho đến tận bây giờ, cứ mỗi năm Úc lại mất đến 100 triệu USD để đối phó với loài thú gặm nhấm mang vẻ ngoài đáng yêu. Do trên lục địa có rất ít loài thú ăn thịt kiềm chế sự sinh sôi của thỏ, nên con người đành đảm nhiệm vị trí của chúng. 

### Hàng rào thỏ
Chúng tàn phá môi trường tới mức, chính phủ Australia phải xây một hàng rào dài 1.834 km vào đầu những năm 1900 để ngăn loài ăn cỏ này không phát triển sang khu vực khác. Tuy nhiên, bức tường đó chưa đủ để ngăn thỏ tìm địa bàn cư trú mới, nên nó cứ được nới thêm ra, đến nay đã dài 3.218 km. Họ đã xây hàng rào chặn thỏ xâm nhập vào vườn tược cho đến tiêu diệt chúng. Sau một thời gian dài chiến đấu, cuối cùng số thỏ vẫn còn tới tận hàng trăm con ở thiên nhiên hoang dã. Cho đến nay, các biện pháp khả dĩ như dùng thuốc độc, bắn hoặc cho thỏ lây nhiễm các bệnh gây chết luôn vấp phải sự phản đối quyết liệt của những người bảo vệ động vật. 

### Vi-rút diệt thỏ
Hiện nay, Australia diệt thỏ bằng virus, bằng cách tạo ra một loại virus chuyển gene khiến thỏ cái bị vô sinh, phương pháp dùng virus chuyển gene đã ra đời. Sau nhiều thử nghiệm khác nhau, các nhà nghiên cứu đã lựa chọn được gene ZPC của thỏ để chuyển vào virus myxoma. Gene này quy định việc tạo ra một loại protein có trong thành phần của lớp màng trong suốt bao bọc trứng. Australia vẫn đang tìm cách kìm hãm sự phát triển của thỏ. Các nhà nghiên cứu đang thử nghiệm liệu pháp dùng vi - rút hay hóc-môn, bên cạnh biện pháp cơ học là tiêu diệt loài này.
Thỏ cái khi bị nhiễm virus myxoma sẽ tạo ra chất kháng sinh chống lại chính trứng của mình, hủy hoại chúng và chặn đứng quá trình thụ thai. Kết quả thí nghiệm mới nhất cho thấy, virus chuyển gene đã làm vô sinh 8/11 con thỏ bị nhiễm. Con thứ 9 tuy vẫn sinh sản được, nhưng chỉ cho ra một phôi duy nhất. Tính chung tỷ lệ thành công là hơn 70%. Virus myxoma rất dễ lây lan, nhưng không gây chết.
Hầu hết những con thỏ bị nhiễm đều không có biểu hiện gì, ngoại trừ bị sốt trong vài ngày. Nếu virus có thể làm vô sinh 70-80% số thỏ cái hoang dã, mật độ dân số của loài này sẽ giảm xuống mức tương đương với ở châu Âu và trở thành loài gây hại không đáng kể. Ngay cả khi tỷ lệ thành công chỉ là 50%, thì đại dịch thỏ cũng sẽ chấm dứt. Ngoài ra, virus myxoma còn được xem là không có khả năng lây lan sang các loài khác.